# グリーンレジェンド乱
『グリーンレジェンド乱』（英語表記：Green Legend Ran）は、日本のOVA作品。1992年から1993年にかけて全3巻が発売された。
本作は、パイオニア（後のパイオニアLDC）が、当時の主力商品レーザーディスクのラインナップ強化のため打ち出した独自アニメシリーズの第一弾である。映画ファンなどマニア層からの支持の高かったレーザーディスクの特性を生かし、アニメファン層を取り込む事を目的として企画された。同シリーズの第2弾に当たるのが、大ヒットを記録した『天地無用!』シリーズとなり、以後も『アミテージ・ザ・サード』や『神秘の世界エルハザード』等のアニメ作品が企画制作されている。

## 物語
舞台は、宇宙より飛来した謎の物体により、水や植物といった自然をほとんど吸い取られ、荒廃した砂漠の広がる未来世界。地上は、飛来物を「聖母」として崇め、ごくわずかに残された自然を独占する、ロドー教の支配下におかれていた。ロドー教に反発するレジスタンス組織ハザードに憧れる主人公の乱は、謎の少女アイラとの出会いをきっかけに、巨大な陰謀と聖母の謎に関する争いに巻き込まれていく。

## 登場人物
乱
声 - 菊地英博 / まるたまり（幼児期）
反ロドー教レジスタンス組織「ハザード」に憧れる少年。幼いころに母親（声 - 井上喜久子）を殺した胸に大きなキズのある男を捜している。
アイラ
声 - 弥生みつき
本作のメインヒロイン。「ハザード」に身を置いている銀色の髪の少女。12人居る「銀の巫女」であり、ロドーの目的のために重要な役割を果たす存在。
チミン
声 - 山寺宏一
「ハザード」の構成員で実働部隊。
ラズロ
声 - 二又一成
毛じい
声 - 辻村真人
老婆
声 - 高村章子
ドクター・キム
声 - 有本欽隆
ジーク
声 - 羽佐間道夫
かつては「ハザード」の創始者でトップだったが、組織内の方向性の対立から身を引く。その正体は乱の父親。牙とは名コンビとして名を馳せた時代もあり、牙が妻を手にかけたことも許している。
ギシ
声 - 塩屋翼
ホンラン
声 - 富沢美智恵
ヌエ
声 - 緒方賢一
タカマサ
声 - 梁田清之
ベータ
声 - 中原茂
牙
声 - 青野武
現在の「ハザード」の最高指導者で、急進的な姿勢の持ち主。かつてはジークと同志だったが、考え方の違いから袂を分かつ。乱の母親を手にかけた張本人であり、胸に大きなキズをもつ。
イアン
声 - 横尾まり
銀の巫女
声 - 勝生真沙子
12年前に聖母の中から出てきた、12人の銀髪の少年少女。当項目においては、それらを聖母内で利用し人類への復讐を目論む存在を指す。
ルレイ
声 - 浪川大輔
アイラと同じ銀色の髪を持つ少年。ロドーの秘密を探ろうとする「ハザード」によって肌に刃物を当てて生き血を吸われるという拷問を受けて死亡する。
大司教
声 - 小野健一
この時代の世界を支配している「ロドー教」の最高司祭。「ロドー教」の中心地「グリーン5」にいる。かつては人間であったが、聖母の傍にいたために植物と人間が一体化したような姿にされてしまっていた。実は「ハザード」によって聖母が斃されることを期待しており、「ハザード」が自分のところまで辿り着いた際には喜んでいた。
ナレーション
声 - 山口健

## スタッフ
- 製作 - 真木太郎
- プロデューサー - 山田久郎、相原義彰、三浦亨
- 設定 - 稲垣賢吾、江面久、島村秀一、村上元一、宮前一征、わたなべぢゅんいち
- 総監督 - 嵯峨敏
- 脚本 - 山本優
- 絵コンテ・演出 - 嵯峨敏、稲垣賢吾、わたなべぢゅんいち
- キャラクターデザイン・総作画監督 - 大橋誉志光
- 機械類作画監督 - 江面久、宇佐美皓一
- 作画監督 - 島村秀一
- イメージボード - 田中達之
- 美術監督 - 荒井賢
- 色彩設定 - 山口保子
- 撮影監督 - 成沢孝夫、小西一廣
- 音響監督 - 本田保則
- 音楽 - 吉川洋一郎（N-2）
- 制作 - エム・ティ・ヴィ、AIC
- 製作 - パイオニアLDC

## リリース
- グリーンレジェンド 乱1「たびだち」（1992年11月25日、VHS/LD）
- グリーンレジェンド 乱2「グリーン5」（1993年1月25日、VHS/LD）
- グリーンレジェンド 乱3「聖緑」（1993年3月25日、VHS/LD）
- グリーンレジェンド乱（3話セット）（1998年11月25日、DVD：PIBA-1010）

### 音楽CD
- やさしさは降る雨のように（エンディングテーマ）（1993年2月25日、PIDA-1001）
  - 作詞:松宮恭子、作曲:吉川洋一郎、編曲:藤原いくろう、歌:笠原弘子
- グリーンレジェンド乱 音楽篇（1996年2月21日、PICA-1002）
- WATCH PIONEER LDC O.V.A. GREATEST HITS（1996年2月21日、PICA-1092）